# Tluwah
Tluwah is een bestuurslaag in het regentschap Pati van de provincie Midden-Java, Indonesië. Tluwah telt 1123 inwoners (volkstelling 2010).